# Liste des monuments et sites d'Alger

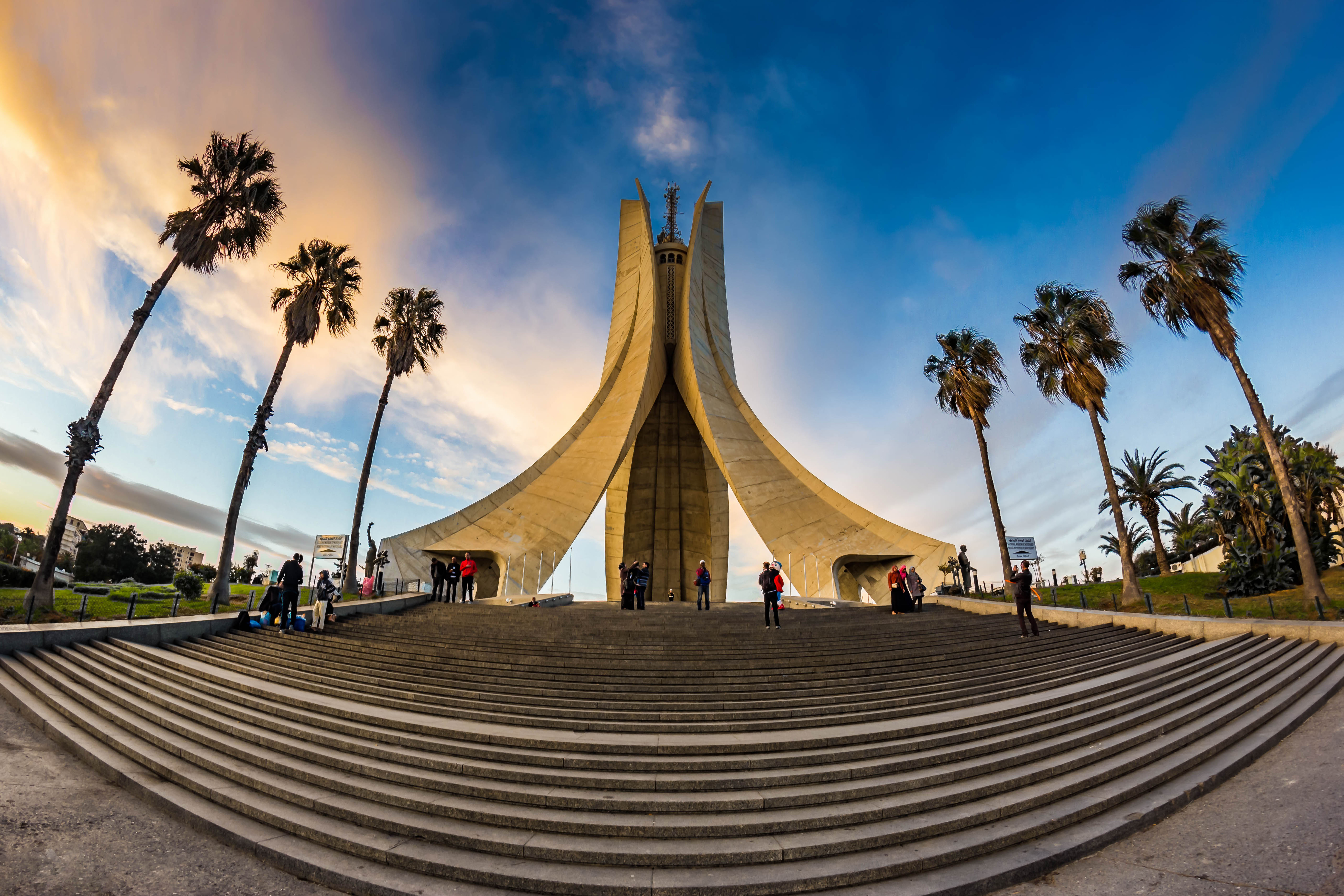
Mémorial du Martyr à Alger

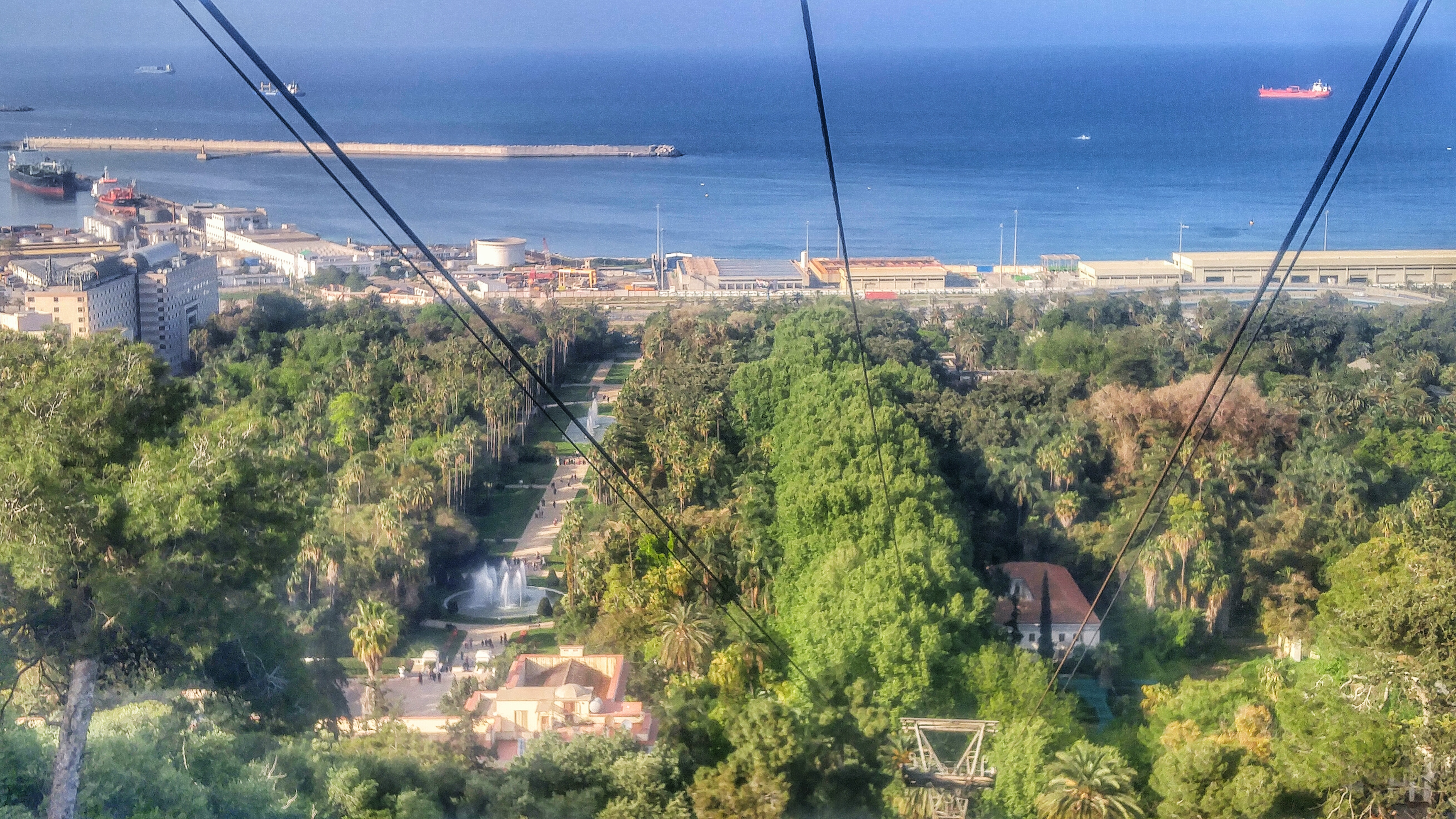
Vue du Jardin d'essai du Hamma

Cet article recense les Monuments et sites d'Alger.

## Monuments commémoratifs, honorifiques ou décoratifs

### Arcs et arches
- Arc de triomphe des Sablettes

### Statues remarquables
- Statue équestre de l'Émir-Abdelkader (Place de l'Émir-Abdelkader)

## Édifices remarquables

### Musées

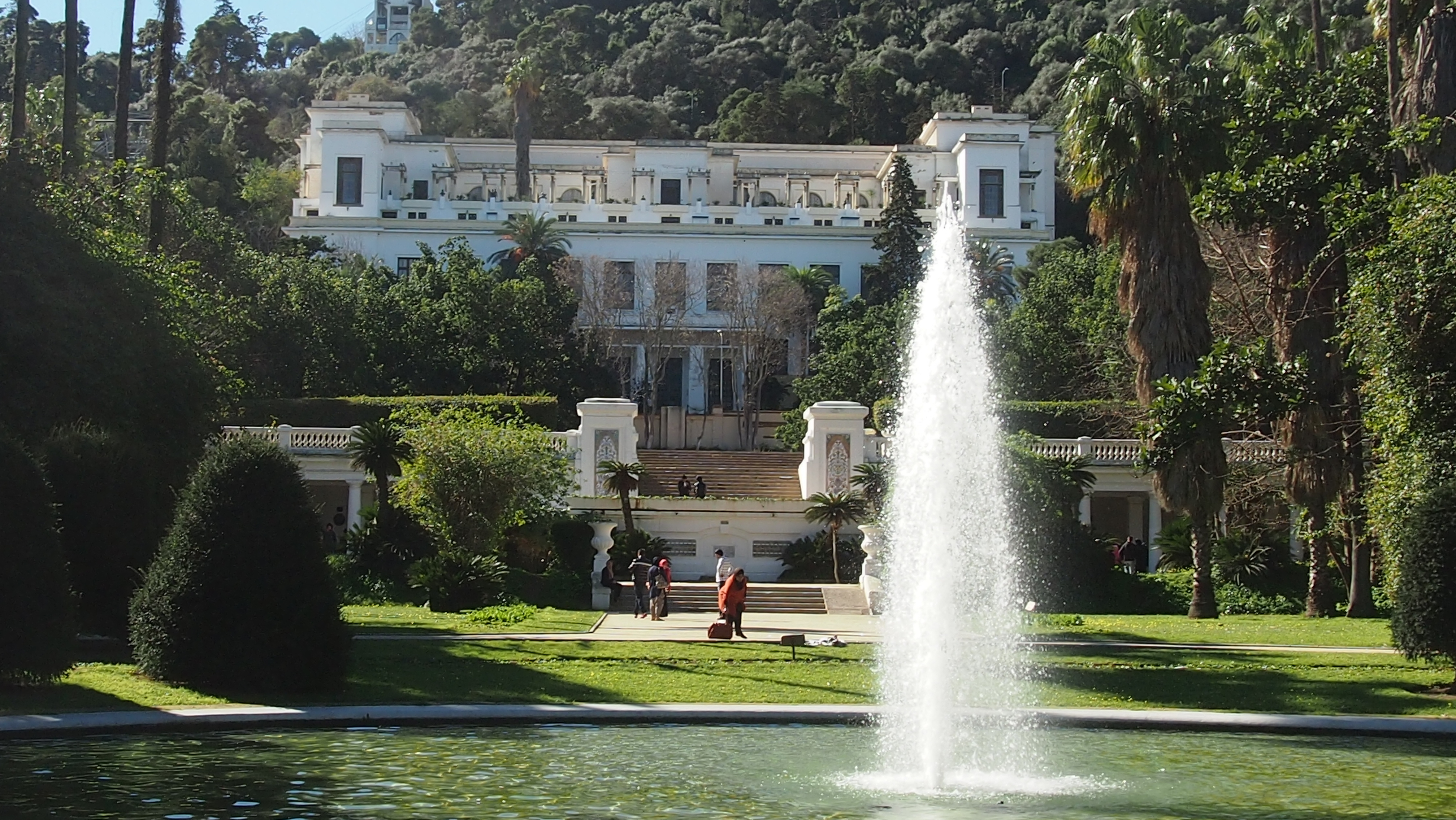
Le musée des Beaux-Arts vu depuis le jardin d'essai du Hamma.

- Musée national des Beaux-Arts d'Alger
- Musée national des antiquités et des arts islamiques
- musée national du Bardo
- Musée des arts et traditions populaires d'Alger
- Musée central de l'Armée
- Musée national du Moudjahid
- Musée d'art moderne d'Alger
- Musée national de l'enluminure, de la miniature et de la calligraphie d'Alger

### Palais et bâtiments officiels
- Citadelle d'Alger
- Dar Khedaoudj el Amia
- Dar Aziza
- Palais consulaire d'Alger
- Palais du gouvernement
- Palais du Peuple
- Palais de la culture Moufdi Zakaria
- Palais d'El Mouradia
- Palais des Raïs
- Dar Hassan Pacha
- Palais Mustapha Pacha

### Lieux de culte renommés
- Grande mosquée d'Alger
- Mosquée Ketchaoua
- Djamaâ el Kebir
- Mosquée de la Pêcherie
- Mosquée Al-Rahma d'Alger
- Basilique Notre-Dame d'Afrique
- Cathédrale du Sacré-Cœur d'Alger

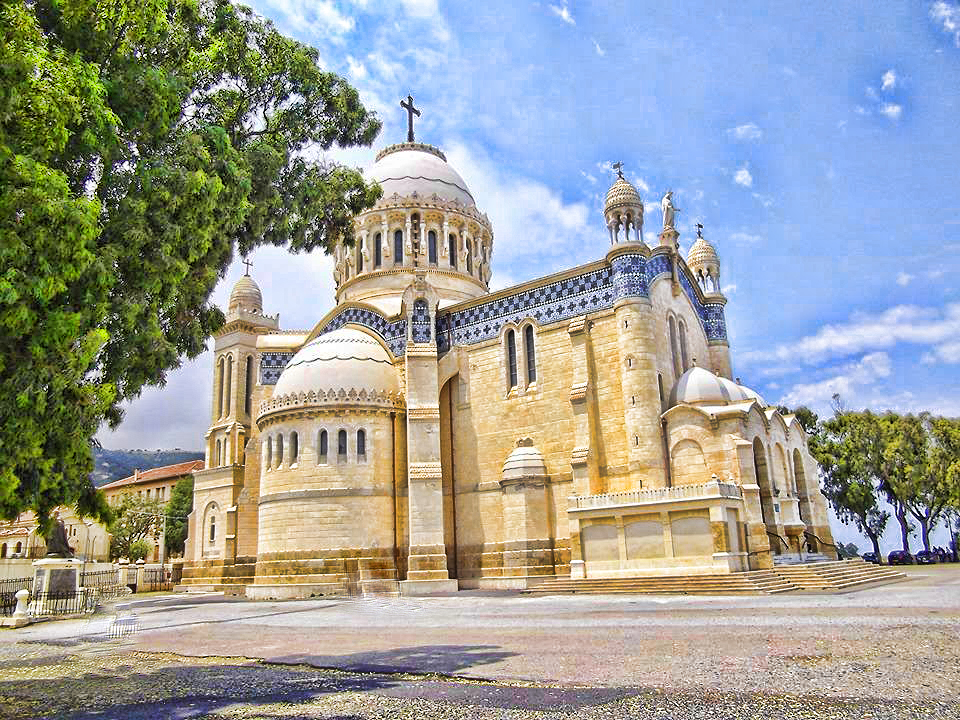
Basilique Notre-Dame d'Afrique.

- Église anglicane de la Sainte-Trinité d'Alger

### Bâtiments scolaires et universitaires classés
- Université d'Alger
- Lycée Émir Abdelkader

### Bibliothèques
- Bibliothèque nationale d'Algérie, Belouizdad

### Vestiges romains
- Rusguniae, El Marsa [1].

### Tours
- Holiday Inn Alger - Cheraga Tower

### Gares (Train)
- Gare d'Alger, Alger Centre
- Gare de l'Agha, Alger Centre

## Sites renommés
- Rue Didouche-Mourad
- Casbah d'Alger
- Mémorial du Martyr
- Voûtes d'Alger
- Aérohabitat
- Immeuble-pont
- Grande Poste d'Alger
- Grotte de Cervantes
- Place des Martyrs
- Place de l'Émir Abdelkader
- Place Maurice-Audin
- Boulevard Che-Guevara
- Boulevard Zighoud-Youcef

### Cimetières célèbres
- Cimetière d'El Alia, Oued Smar

### Parcs et jardins

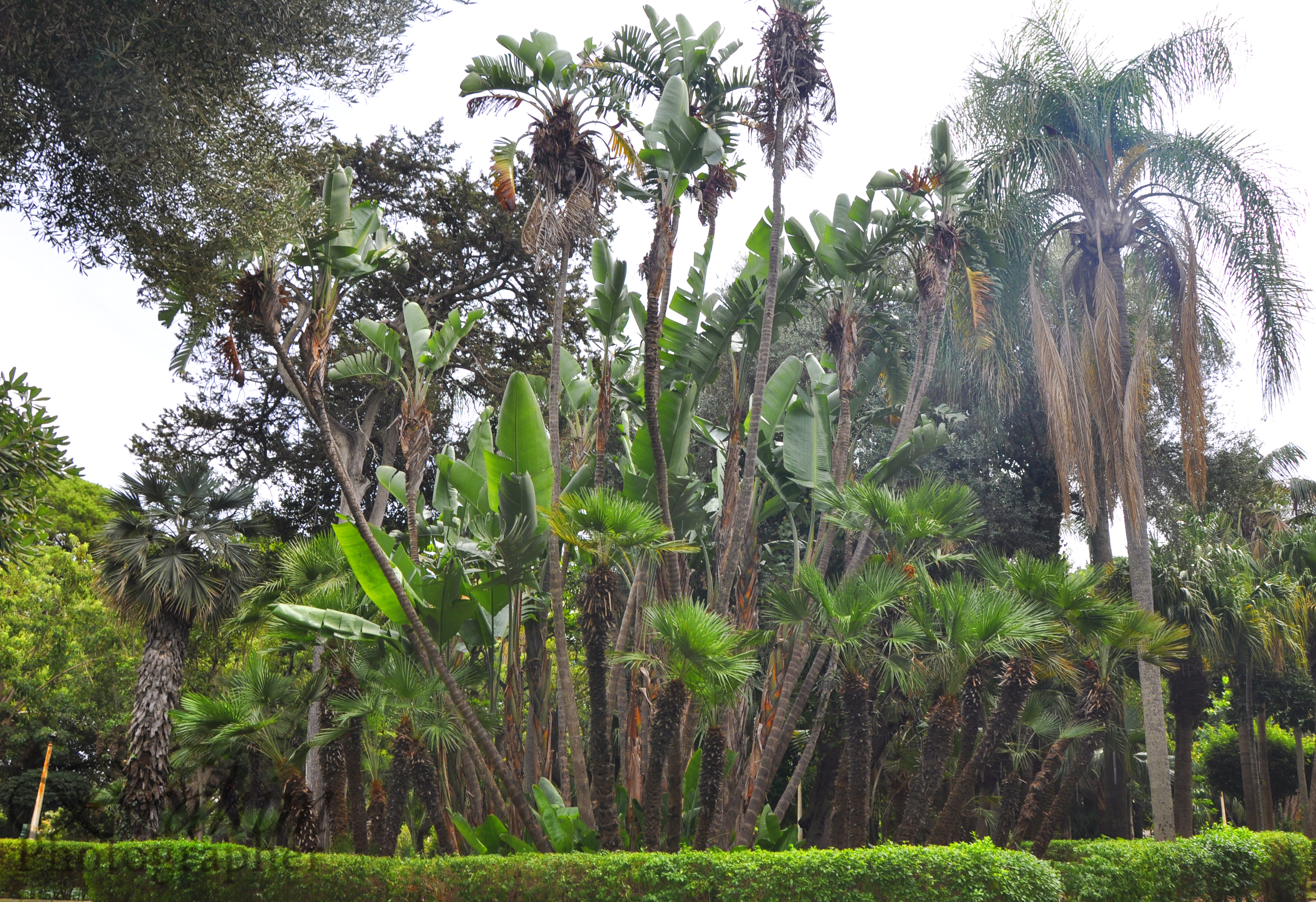
Le Jardin de Prague à Bab El Oued, 2018

- Jardin d'essai du Hamma, Belouizdad
- Parc zoologique et des loisirs d'Alger
- Parc de la Liberté, Alger-Centre
- Jardin de Prague, Bab El Oued
- Parc Beyrouth, Alger-Centre
- Square Sofia, Alger-Centre
- Square Port Saïd, Casbah
- Jardin de l'Horloge florale, Alger-Centre
- Balcon Saint-Raphaël, El Biar
- Bois des arcades, Belouizdad

## Salles de spectacles et de divertissements

### Cinémas exceptionnels
- Salle Afrique
- Salle Cosmos

### Salles de spectacle
- La Coupole
- Opéra d'Alger
- Salle El Mouggar
- Salle Ibn Khaldoun

### Cirques
- Cirque Amar

## Architecture moderne et contemporaine (XXeetXXIesiècles)
- Immeuble Ahmed Francis, 2000
- Quartier d'affaires de Bab Ezzouar

## Magasinage àAlger

### Centres commerciaux
- Centre commercial et de loisirs de Bab Ezzouar, Bab Ezzouar

### Galeries et passages couverts
- Riadh El Feth

### Rues très commerçantes

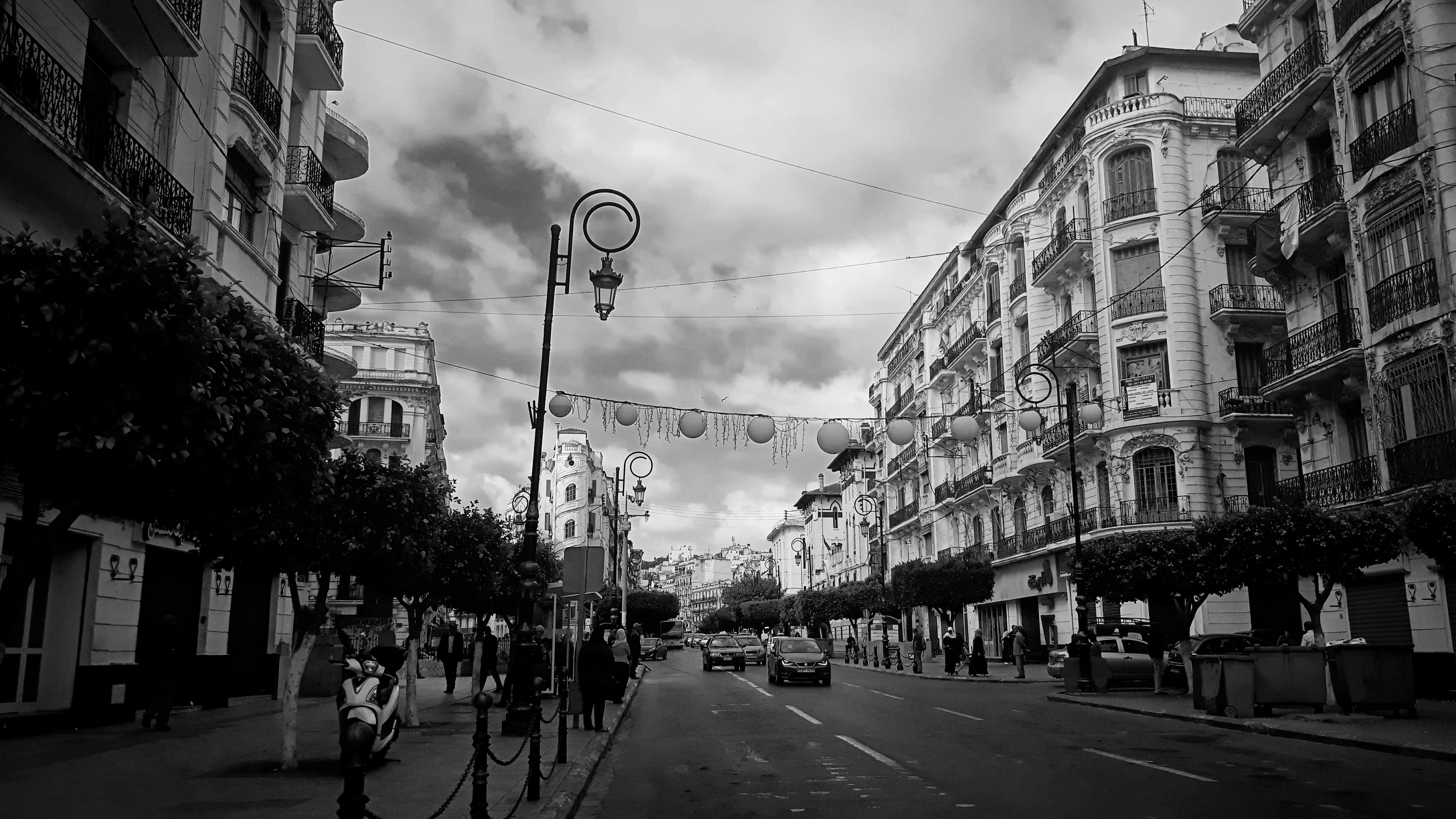
Vue de la rue Didouche-Mourad

- Rue Didouche-Mourad
- Rue Hassiba-Ben-Bouali
- Rue Larbi-Ben-M’Hidi
- Boulevard Colonel-Amirouche
- Rue Colonel-Haouas